# 二又分枝
二又分枝（ふたまたぶんし、英: dichotomy, dichotomous branching または bifurcation）は、主に植物の軸（茎や根）において、頂端分裂組織が同時に2つに分かれることによって新たな2つの軸が形成され、それぞれが独立に伸長する分枝様式である。維管束植物の行う分枝は大きく二つに大別され、そのうちの1つが二又分枝、他方が側方分枝（単軸分枝）である。現生維管束植物ではマツバランが典型的な二又分枝を行う。現生の植物では一部の分類群のみに見られるが、初期の陸上植物における一般的な分枝様式であり、維管束植物では最も基本的な原始型と考えられるため、進化史上重要である。
二叉分枝（にさぶんし）、叉状分枝（さじょうぶんし）と呼ぶこともある。過去には両軸分枝（りょうじくぶんし）、分叉（ぶんさ）という訳語もあった。またほぼ同義の現象を指す用語に、Bugnon (1971) により与えられた、頂端分枝（ちょうたんぶんし、英: terminal branching、仏: ramification terminale）もある。

## 概説

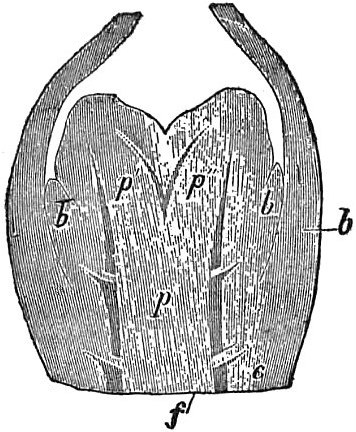
チシマヒカゲノカズラ （ヒカゲノカズラ科）の茎頂断面のスケッチ。頂端にある茎頂分裂組織が二分して新しいシュートを2つ形成する。

陸上植物は、配偶体世代 (n) と胞子体世代 (2n) が世代交代を繰り返す、単複相世代交代型の生活環を持つ。そして、現生の陸上植物はコケ植物と維管束植物の2つの単系統群に分かれる。維管束植物の胞子体の体は、根・茎・葉の3つの基本器官により構成される。このうち茎（茎軸）は葉を側生し、合わせてシュート（shoot、苗条）をなす。
茎と根はどちらもそれぞれの頂端に頂端分裂組織を持ち、無限成長を行う軸的器官である。しかし、茎からは側枝や葉が外生発生するのに対し、不定根や側根はそれぞれ茎や根から内生発生するという違いがある。茎の頂端分裂組織は茎頂分裂組織（シュート頂分裂組織、SAM）、根の頂端分裂組織は根端分裂組織（RAM）と呼ばれる。前者は外界に露出するのに対し、後者は先端の外側に根冠を持つ。
頂端分裂組織の構造は分類群によって異なる。大葉シダ植物のシュート頂は1個の頂端細胞を持ち、これが切り出されて新たな細胞を供給する。一方種子植物の茎では複数の細胞からなる茎頂分裂組織が存在し、細胞を供給する。根も同様で、大葉シダ植物では1つの頂端細胞、種子植物では複数の細胞からなる根端分裂組織が根の細胞を供給する。葉の先端にも葉頂端分裂組織があり、大葉シダ植物ではしばらく維持される。小葉植物では系統により異なるタイプの頂端分裂組織を持ち、イワヒバ科では頂端細胞、ヒカゲノカズラ科とミズニラ科では複数の細胞からなる頂端分裂組織を持つ（#小葉植物節も参照）。二又分枝はこれらの頂端分裂組織の分裂により起こる。
維管束植物では、シュートの分枝様式は非常に多様である。分枝様式が高次分類群を定義している場合もある（#分類群と進化も参照）。この分枝の様式は、二又分枝（頂端分枝）と単軸分枝（側方分枝）に大別される。

## 形成と分化

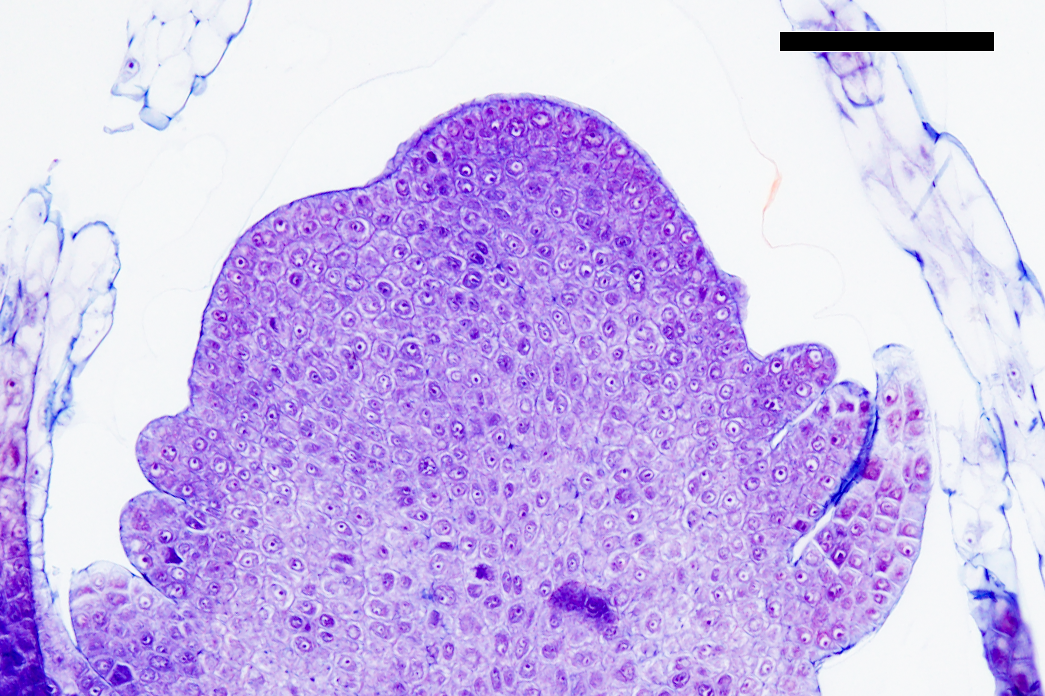
不等二又分枝を行っているヒカゲノカズラのシュート頂の縦断面切片の顕微鏡像。茎頂分裂組織は複数の始原細胞群からなる。

二又分枝は、1つの頂端細胞または複数の幹細胞（幹細胞群）からなる1つの頂端分裂組織が二つに分かれることにより形成される。先在した頂端分裂組織が二分して形成されれば、それが不均等であっても二又分枝に含まれる。最も狭義の二又分枝では、茎頂の頂端細胞が直接的に2つに分裂することにより分枝がおこる。19世紀までは、二又分枝をこの頂端細胞の縦分裂から分枝が開始することに限っていたが、維管束植物の大多数は頂端細胞ではなく複数の細胞からなる分裂組織を持つこともあり、現在では普通、より広義に扱う。
二又分枝は、頂端分裂組織のタイプや器官、分類群によって異なる発生パターンが知られる。単一の頂端細胞を持つ頂端分裂組織では、頂端細胞の直接的な分裂によって二又分枝が起こることもあれば、元の頂端細胞が不活性化され、同時に新たに2つの頂端細胞が発生することもある。2個の頂端細胞を維持する植物では、分枝する直前に頂端細胞から頻繁に細胞が切り出されて分裂組織細胞群を形成し、その中から新たな軸の頂端細胞となる2つの細胞が選ばれることもある。また、複数の細胞群からなる分裂組織では、分裂組織全体が分裂して二又分枝を行う。

## 二又分枝の類型

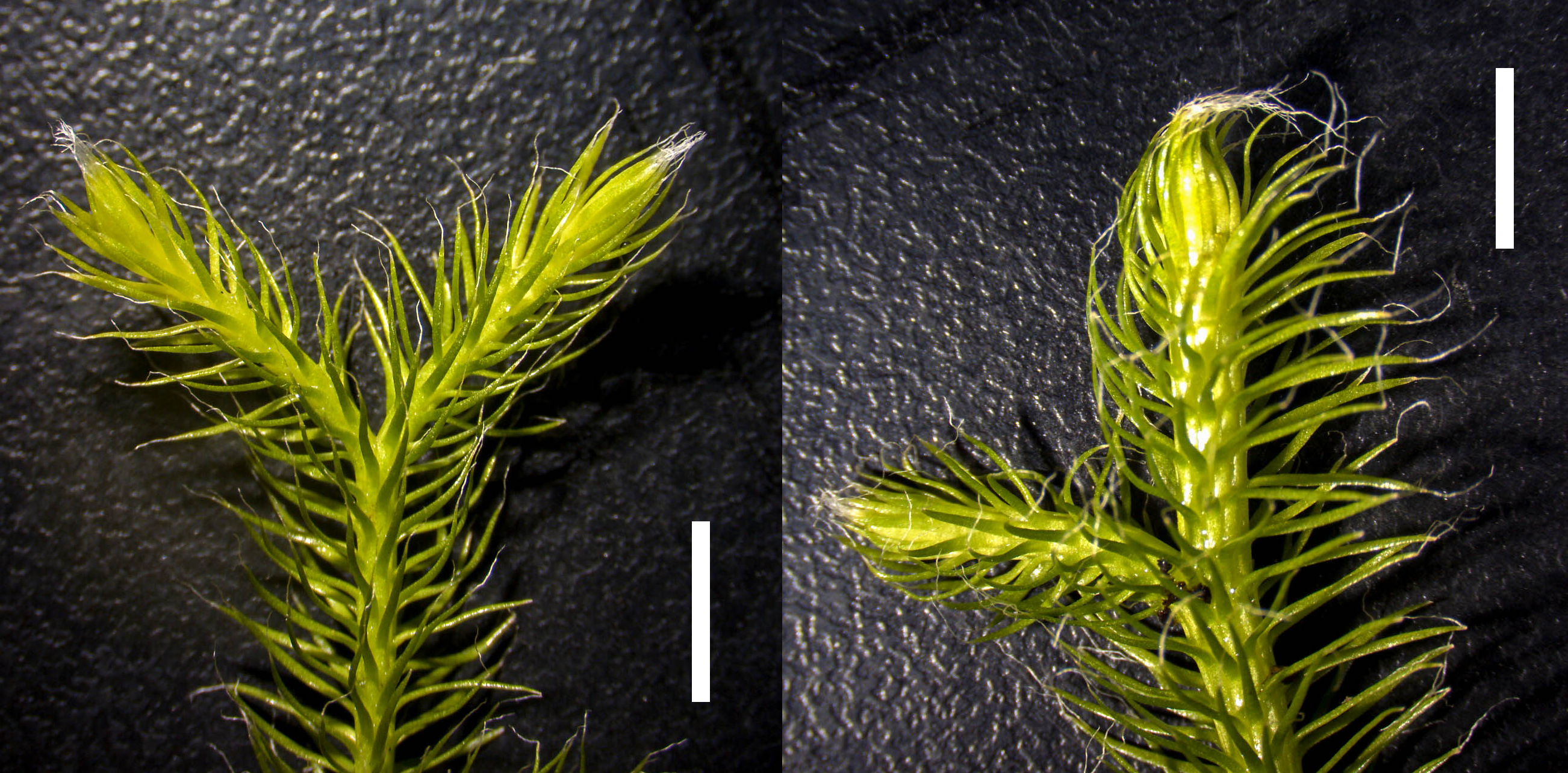
ヒカゲノカズラ nipponicum（ヒカゲノカズラ科）の側枝で見られる同等二又分枝（左）と片出軸に見られる不等二又分枝（右）

二又分枝では本来主軸と側軸の区別はないはずであるが、発生学的に真の二又分枝であっても形成された枝が不均等に成長すれば単軸状をなし、主軸と側枝のような区別が生まれる。Troll (1937) は、分枝により形成された枝の発達によって、二又分枝に同等二又分枝と不等二又分枝を区別した。

### 同等二又分枝
二又分枝により大きさと発達段階がほぼ等しい1対の枝が連続的に形成される場合、その分枝様式を同等二又分枝（どうとうふたまたぶんし、isotomous dichotomy）と呼ぶ。均等二又分枝と表現されることもある。
同等二又分枝は現生ではマツバランに代表されるほか、小葉類ではヒカゲノカズラ科のコスギラン亜科（コスギラン属 Huperzia およびヨウラクヒバ属 Phlegmariurus）にも見られる。ミズニラの根も同等二又分枝を行う。初期の多胞子嚢植物では、少なくとも末端の分枝は同等二又分枝であった。

### 不等二又分枝

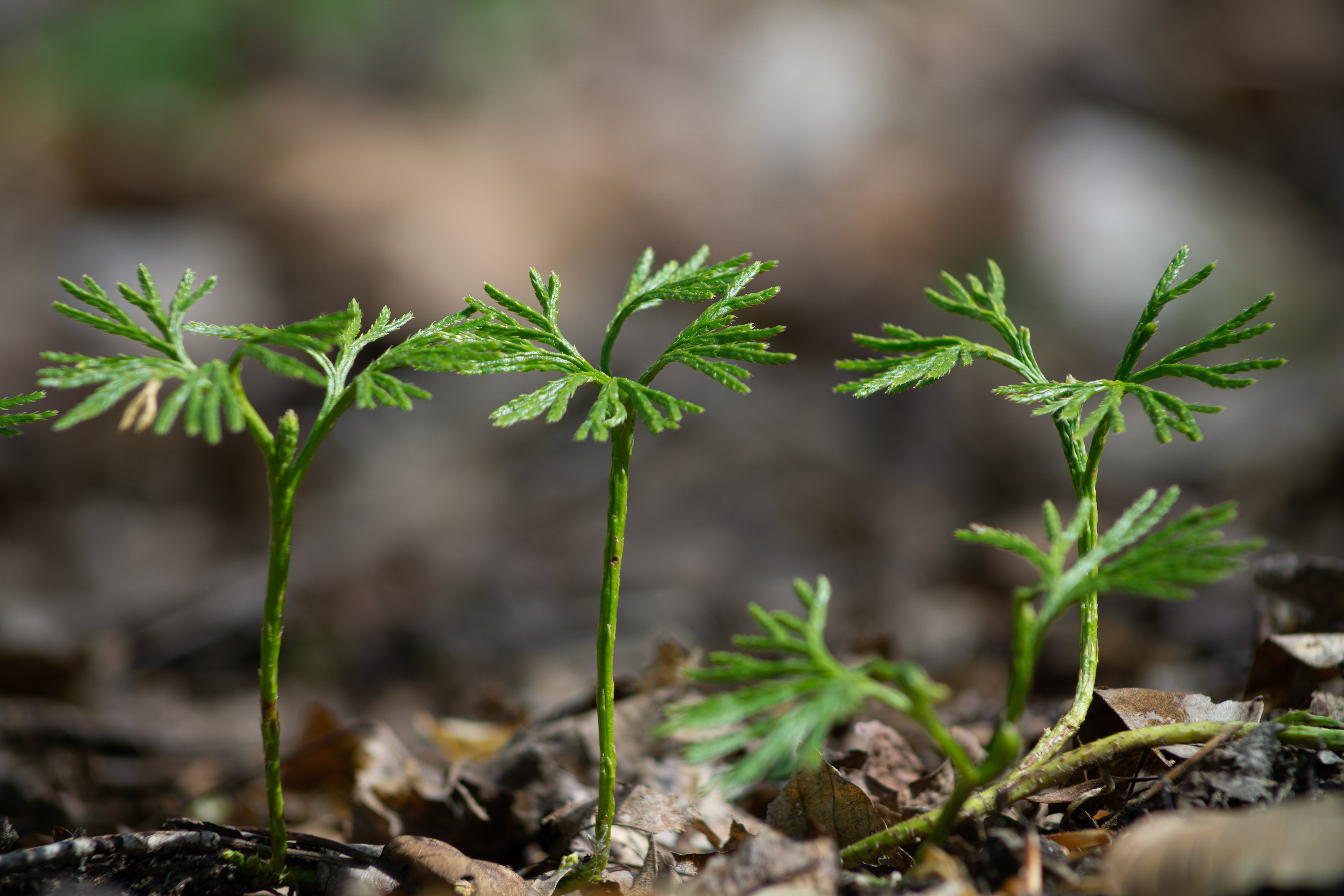
アスヒカズラ属の一種 （ヒカゲノカズラ科）の匍匐する片出軸と、そこから分枝して同等二又分枝する枝を形成する直立茎。

二又分枝であっても、分枝した2本の枝が不均等に発達する場合があり、不等二又分枝（ふとうふたまたぶんし、anisotomous branching）と呼ばれる。不均等二又分枝や不等二叉分枝と表記されることもある。なお、これは Troll (1937) による用語であるが、研究者によってさまざまに呼ばれ、Bock (1962) は二又軸分枝（dichopodial branching）、小倉 (1954) は叉状型仮軸分枝（dichotomous sympodium）、原 (1994) は二又状仮軸分枝などと呼んだ。
また特に、不等二又分枝を新たにできた軸の直径が2つで異なる状態とし、幅の広い軸（片出軸）が狭い軸（側軸）より卓越する状態を擬単軸分枝（pseudomonopodial branching）と呼ぶこともある。
不等二又分枝はもともとあった頂端分裂組織が不均等に二分したものであり、他方の分裂組織より遅れて側方に分裂組織が分化した単軸分枝とは区別される。ただし、非常に近接して新たな頂端が形成された場合、それが不等二又分枝なのか単軸分枝なのか判別が難しい場合もある。不等二又分枝により、良く伸びる枝と伸びない枝の強弱が生じる。これによって形成された「主軸」を片出軸（へんしゅつじく、sympodium）という。この程度が強まると、片出軸は一直線に近づく。
不等二又分枝は、現生植物ではヒカゲノカズラやクラマゴケなどの小葉植物に典型的である。また、化石植物の「擬単軸分枝」は、ゾステロフィルム類、プシロフィトン Psilophyton などの基部大葉植物、アネウロフィトン類などに典型的である。
また、「叉状型仮軸分枝」や「二又状仮軸分枝」の呼称は、これが広義の仮軸分枝に含まれるためである。仮軸分枝（sympodial branching、または仮軸状分枝）は、二又分枝または単軸分枝が変形し、片方の枝（単軸分枝の場合は側枝）が優勢となって、あたかも主軸に見えるような分枝様式を指す。なお側枝が本来の主軸より成長して主軸のようにふるまう単軸分枝の仮軸分枝のことを、単軸性仮軸分枝（単軸型仮軸分枝）という。単に「仮軸分枝（仮軸状分枝）」と言った場合、単軸性仮軸分枝を指すことが多い。

## 三次元的な位置関係
Troll (1937) は、立体的な枝の位置関係によって、二又分枝に平面二又分枝と十字状二又分枝を区別した。

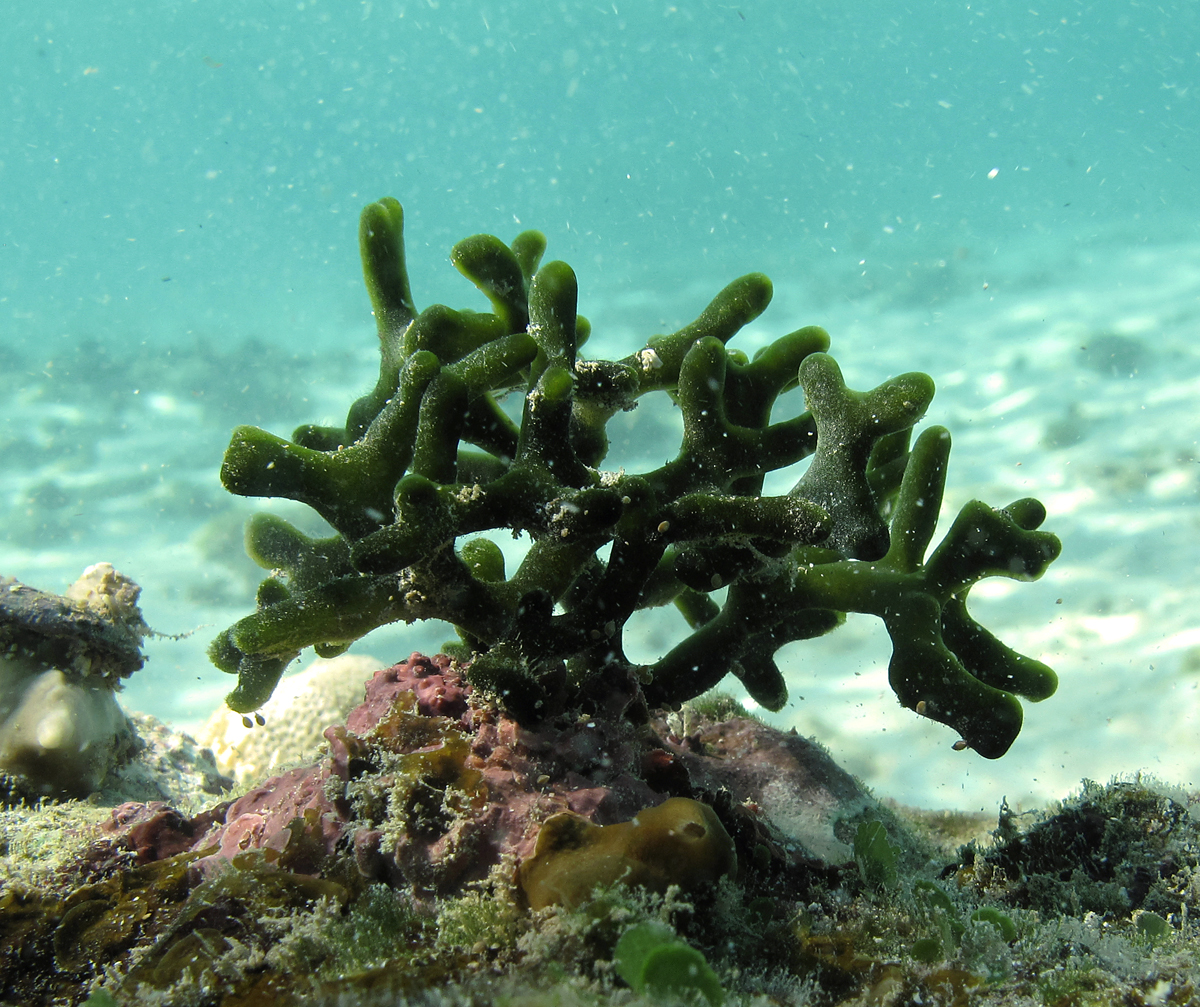
十字状二又分枝を行うミル属 （アオサ藻綱）

二又分枝が1つの平面状で連続的に起こると、背腹性のある平面的な枝系が形成される。これを平面二又分枝（へいめんふたまたぶんし、flabellate dichotomy）と呼ぶ。平面状二又分枝とも呼ばれる。マツバラン科のソウメンシダ Psilotum complanatum では、平面二又分枝を行う。
一方、二又分枝したそれぞれの軸が、一つ前の二又分枝に対してほぼ直角となり、灌木状のシュートを形成することもある。これを十字状二又分枝（じゅうじじょうふたまたぶんし、cruciate dichotomy）と呼ぶ。平面二又分枝に対し、立体二又分枝と呼ぶこともある。マツバランでは、立体的な二又分枝を行う。海藻のミルにも知られる。

## 分類群と進化
シルル紀からデボン紀にかけての陸上植物（多胞子嚢植物）は二又分枝を行っていた。例えば、最古の大型化石とされるクックソニア Cooksonia は立体二又分枝を行う地上茎を持っていた。初期の陸上植物が二又分枝であることと現生の植物では単軸分枝が多いことから、二又分枝は維管束植物の祖先的形態であると考えられている。二又分枝を行う初期の陸上植物化石をもとに、1930年にドイツの形態学者、ヴァルター・マックス・ツィンマーマンは、テローム説を提唱した。テローム説では、二又分枝の末端の軸を「テローム Telom」、中間の軸を「メソム Mesom」と呼び、二又分枝の体制はこれらの単位から構成されていると考えた。この説では、テロームが癒合や扁平化などの5つの基本過程を経て、陸上植物の基本器官が進化したと考えた。
真の二又分枝は、現生維管束植物では少数の群にしか見られず、種子植物では異例である。現生の植物では、マツバラン類と小葉植物が典型的な二又分枝を行う。薄嚢シダ類でも茎ではよく見られ、真の二又分枝が報告されている。残りのほとんどの維管束植物は単軸分枝を行い、特に被子植物のシュートでは葉腋から側枝を形成する腋生分枝を行う。同等二又分枝から不等二又分枝や単軸分枝への進化は、無限成長する主軸の獲得により植物が大型化するのに有利に働いた。
二又分枝は、真の植物（緑色植物）ではない褐藻のアミジグサ Dictyota dichotoma（アミジグサ科）などでも観察される。アミジグサでは幼時は棍棒状で、大型の頂細胞を持ち、それが分裂して成長する。頂細胞は基底面が分裂して成長するが、ときおり縦分裂を行い、茎が二又分枝する。同じく褐藻のヒバマタ属 Fucus も溝部分の頂端細胞が少数の細胞を切り出し、二又状に分岐するが、これは偽二又分枝とされている。
緑色植物であるアオサ藻綱のミルでは、左右前後に二又分枝が繰り返され、立体二又分枝をなす。

### コケ植物

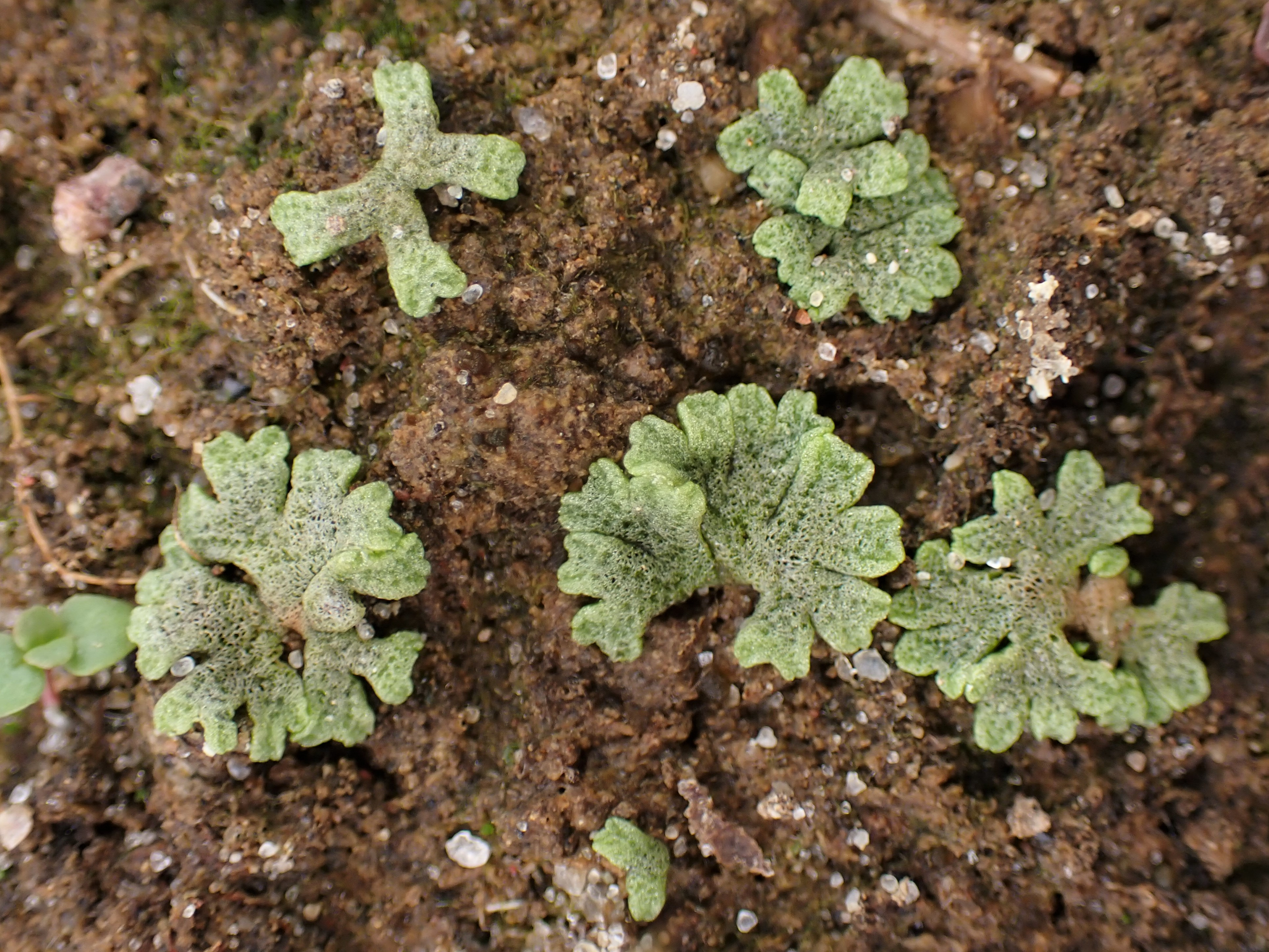
二又状に分岐して広がるカイメンハタケゴケ （ウキゴケ科）

コケ植物では、配偶体が植物体の主体であり、胞子体は分枝を行わない。ただし、胞子体頂端幹細胞の寿命を制御することで、複数回二又に枝分かれする胞子体を形成できることが分かっている。これは PpCLF 欠失変異体を作成することで確かめられた。
苔類のゼニゴケ Marchantia polymorpha やウキゴケ属 Riccia が行う葉状体（配偶体）の分枝は二又分枝である。葉状性苔類による二又分枝では、元の頂端細胞に近接した位置に新たな頂端細胞が形成され、元の頂端細胞と新たな頂端細胞がともに娘軸の頂端細胞となる観察結果があり、これは偽二又分枝（pseudodichotomy）とみなすべきであるともされる。

### 前維管束植物

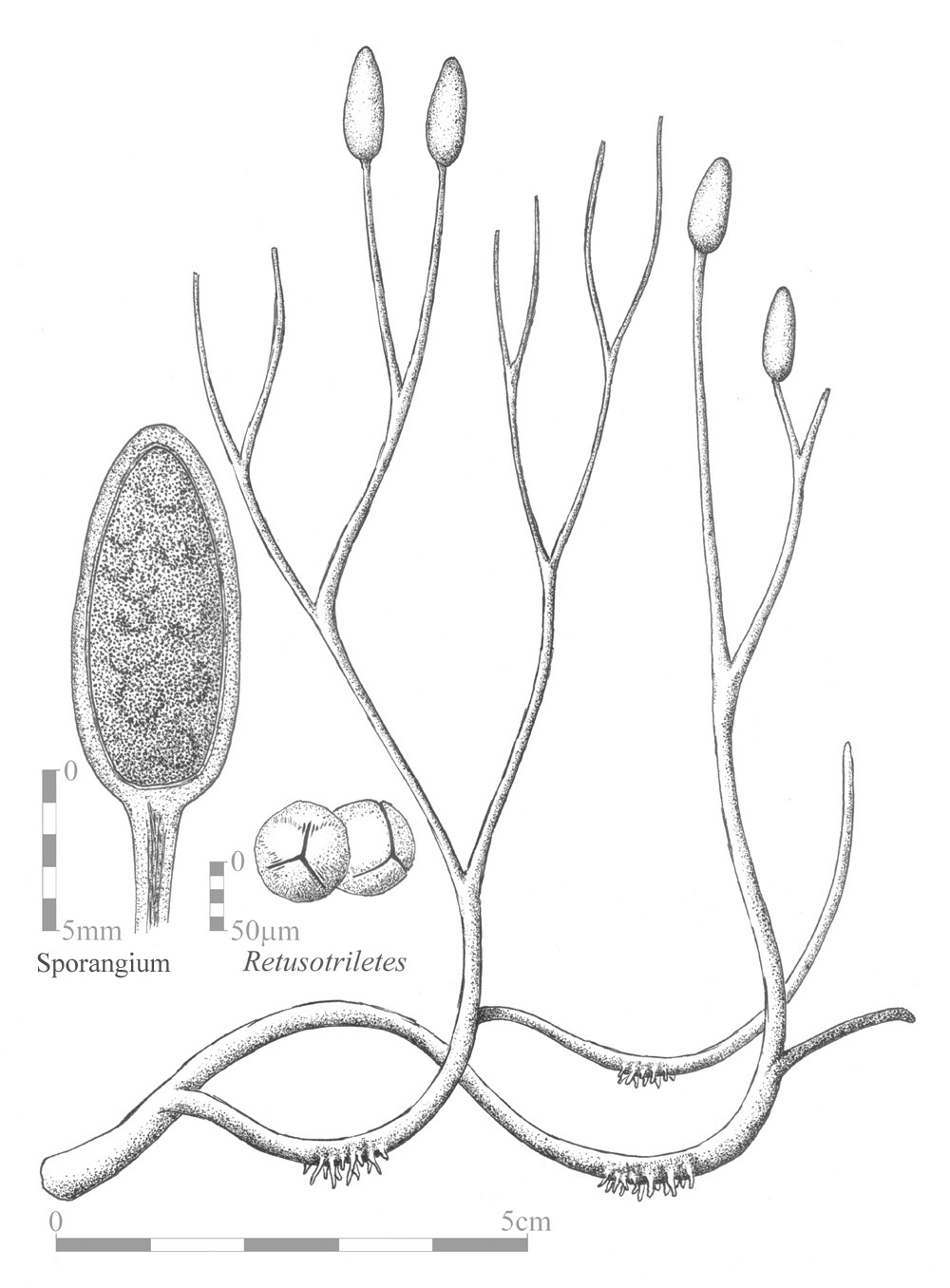
アグラオフィトンの復元画。

前維管束植物であるアグラオフィトン（胞子体）は、二又分枝する匍匐軸から栄養軸を直立させる体制を持っていた。直立軸は2回程度二又分枝を行った後、その末端枝の先端に同形胞子性の胞子嚢を生じた。
ホルネオフィトンの胞子体では、平滑な地上茎が二又分枝していた。トルチリカウリス Tortilicaulis でも、胞子体が同等二又分枝を行う。これはかつてはコケ植物と考えられていたが、分枝した胞子嚢を持つため、前維管束植物（特にホルネオフィトン類）であると考えられている。

### 小葉植物
小葉植物は基本的に、茎も根も二又分枝を行う。一方根の発生は現生小葉類の3群でそれぞれ異なり、ヒカゲノカズラ科では茎から、イワヒバ科では担根体から、ミズニラ科ではリゾモルフ（球茎下部; rhizomorph）から、何れも内生的に起こる。

#### ゾステロフィルム類
ゾステロフィルム類の多くは二又分枝する植物体からなるが、ヒカゲノカズラ綱とは違いシダ類のようなワラビ巻きを作った。ゴスリンギア Gosslingia のように二又分枝の基部には維管束のある付属体（結節）が形成されるものも知られる。地下には根を欠き、通常二又分枝しながら横走する軸をもっていたが、K字分枝（K分枝、K-branching）、あるいはH字分枝（H-branching）と呼ばれる特徴的な不等二又分枝を行っていた。K字分枝により、下方へ伸びる軸が形成され、これは担根体と相同ではないかと推測されている。

#### ドレパノフィクス科
デボン紀の小葉植物、アステロキシロン Asteroxylon（ドレパノフィクス科）では、茎の末端では同等二又分枝を行ったが、他の部位では単軸状の分枝を行っていた。ドレパノフィクス科でもK字分枝が見られる。ドレパノフィクス科の植物は根の獲得以前であるため根冠を伴う真の根は欠くが、2種類の地下器官を形成しており、一方は地上茎が外生的に分枝して形成された担根軸（root-bearing axis）、もう一方は担根軸から不等二又分枝により形成された根様軸（rooting axis）であった。

#### ヒカゲノカズラ科
ヒカゲノカズラ科は、茎頂にも根端にも複数の幹細胞からなる頂端分裂組織を持つ。この頂端分裂組織の分割により同等二又分枝または不等二又分枝が行われる。
現生のヒカゲノカズラ科は3亜科からなる。コスギラン亜科では同等二又分枝であるのに対し、Lycopodielloideaeおよびヒカゲノカズラ亜科ではシュートが片出軸と側軸に分かれ、不等二又分枝を行う共有派生形質を獲得した。一方、ヒカゲノカズラ科の残りの2亜科とイワヒバ科では不等二又分枝を持つため、同等二又分枝はコスギラン亜科の共有派生形質であると考えられる。不等分枝は片出軸が根茎状に匍匐する種でよく発達し、同一個体内で伸長の早い強勢な茎は単軸状に無限成長し、弱小な茎（側軸）は有限成長して同等二又分枝を行う傾向がある。
ヒカゲノカズラ科の根は、茎頂付近の腹側で内生発生し、表皮を突き破って外に出る。ヒカゲノカズラ Lycopodium clavatum var. nipponicum では、シュートの分枝に関連して根が生じる。また、ヒカゲノカズラの根は、第1根のほとんどが同等二又分枝を行う。第1根から形成された第2根は2回の不等二又分枝を近接して行い、3叉状の分枝を行って側方に第3根二つを形成する。

#### イワヒバ科
イワヒバ科のシュート頂は一個の頂端細胞を持ち、新たな細胞を切り出して成長する。多くはシュートの生育に差がある不等二又分枝を行い、ヒカゲノカズラ属のように、有限成長する短い枝では同等二又分枝に近い二又分枝を行う傾向がある。イワヒバ科のシュートの二又分枝では、頂端細胞が2つに分かれるのではなく、もともとあった頂端細胞が分裂活動を停止して不活性化され、それとは別の位置に2つの新たな頂端細胞が同時に出現する。ただし、Selaginella kraussiana のシュートでは、2個の頂端細胞を維持しており、分枝する直前に頂端細胞から頻繁に細胞が切り出されて分裂組織細胞群を形成し、その中から新たな軸の頂端細胞となる2つの細胞が選ばれることで二又分枝が起こるという観察結果もある。
担根体は分枝角分裂組織（angle meristem）と呼ばれる茎の分枝点に、外生的に発生する分裂組織に起源する。この原基は背側と腹側に2個形成される。この分裂組織が分枝点にできるのは、頂端からのオーキシン輸送の結果であると考えられている。根だけでなく、担根体にも二又分枝を行うものが知られている。担根体から根が形成される際には、担根体の頂端細胞が消失した後に、担根体内部から2個の根の頂端細胞が発生し、それが切り出されて根の組織が作られ、担根体の表皮を突き破って根が内生発生する。
根の頂端分裂組織も単一の頂端細胞を持つ。根の二又分枝では、頂端細胞が消失して分裂組織が2つに分かれ、それぞれの分裂組織の中に新たな頂端細胞が形成される。

#### ミズニラ類
ミズニラ科のシュートは球茎と呼ばれる短縮した形態をとり、基本的に分枝を行わないが、スティリテス Isoetes andicola では球茎が二又分枝する。ミズニラ科の根は球茎内部の基部分裂組織（basal meristem）に生じ、外に出て二又分枝する。ミズニラの根は同等二又分枝を繰り返し、先に向かって細くなっていく。
化石植物であるリンボク目のリゾモルフは軸状でスティグマリア Stigmaria と呼ばれ、二又分枝を行う。基部で同時に4個分枝し、それが更に二又分枝を繰り返しながら横走する例も知られる。スティグマリアから発生していた細根 (rootlet) はかつては分枝しないと思われていたが、ミズニラの根と同様に同等二又分枝を繰り返して細くなっていくことが分かっている。パウロデンドロンでも、細根は二又分枝する。

### 大葉植物
大葉植物のステムグループであるトリメロフィトン類は、単軸分枝を進化させた。これによって無限成長する主軸と有限成長する側軸の区別が生まれた。不等二又分枝をする段階のものもあり、同等二又分枝からの移行段階にあると考えられる。また、側軸は二又分枝を繰り返して平面的に展開した。
また、現生の大葉植物の根は基本的に内生分枝を行い、主根内部の内鞘から側方に側根を形成するが、中期デボン紀ジベティアンに見つかる Lorophyton goense（クラドキシロン類）では二又分枝を行う化石記録が知られている。そのため、大葉植物の根も初めは二又分枝をしており、木質植物、シダ類、トクサ類のそれぞれの系統で独立に側根による側方分枝を獲得したと考えられている。
なお、枝は単軸分枝であっても葉の脈系では二又に分岐する群がよく知られる。二又脈系は多くの薄嚢シダ類、イチョウ、キルカエアステル科のキルカエアステル Circaeaster やキングドニア Kingdonia などに見られる。

#### マツバラン類
マツバラン科では、地上茎が二又分枝する。葉緑体や気孔、葉状突起を持つ地上茎以外に、根毛を持つが根冠を欠き地上茎から連続的に遷移する地下茎と呼ばれる器官を持つ。
同じマツバラン属でも、マツバランの地上茎は十字状二又分枝（立体二又分枝）、ソウメンシダ Psilotum complanatum では平面二又分枝を行う。イヌナンカクラン属も立体分枝ではない二又分枝を行う。また、マツバランの栄養茎は同等二又分枝であるが、単体胞子嚢群は短い軸に頂生しているとみなされ、単軸分枝とみなされる。マツバランの地上茎の頂端は頂端細胞1個を持つが、分枝に先立ってこれが消失し、改めて2つの頂端細胞が離れたところに形成されることで分枝する。
マツバランの地上茎は同等二又分枝をするのに対し、地下茎は同等二又分枝だけでなく、不等二又分枝、さらには単軸分枝をも行うことが分かっている。

#### 薄嚢シダ類

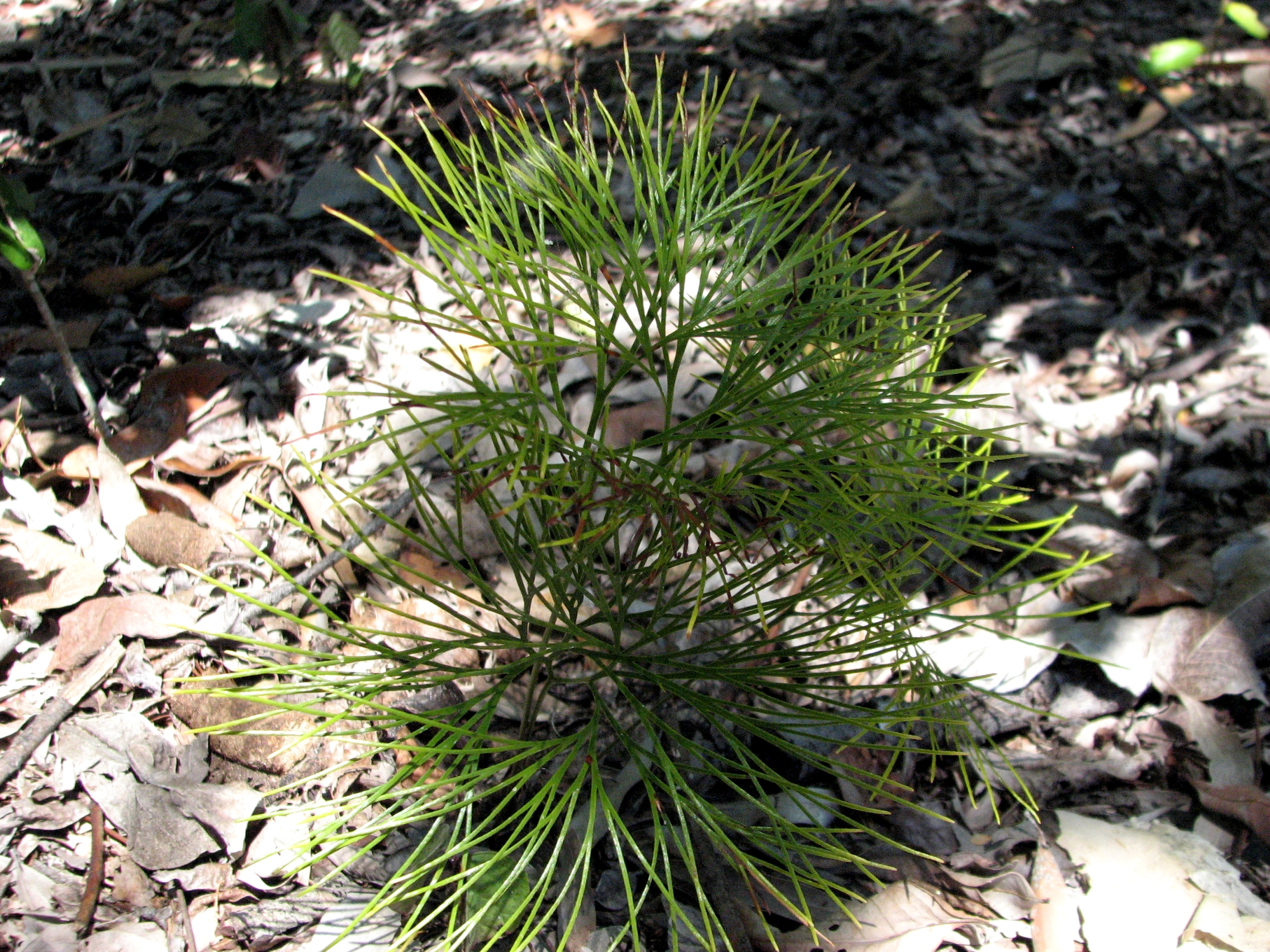
葉が二又に分裂するカンザシワラビ （フサシダ科）

薄嚢シダ類のシュートは、頂端に頂端分裂組織を持ち、その先端には頂端細胞があって2または3面から細胞を切り出す。薄嚢シダ類の匍匐茎の分枝は、二又分枝であることもあるが、基本的には不規則な分枝（側方分枝）である。コバノイシカグマ科のコバノイシカグマ属 Dennstaedia およびフモトシダ属 Microlepia では、頂端細胞の直接的な分割による二又分枝が観察されている。ほかにも、ゼンマイ属 Osmunda（ゼンマイ科）、フサシダ属 Actinostachys（フサシダ科）、カニクサ属 Lygodium（カニクサ科）、ヤブレガサウラボシ属 Dipteris（ヤブレガサウラボシ科）、ワラビ Pteridium aquilinum（コバノイシカグマ科）、ステノクラエナ属 Stenochlaena（シシガシラ科）、シノブ属 Davallia（シノブ科）、エゾデンダ属 Polypodium、オキナワウラボシ属 Microsorumおよびカザリシダ属 Aglaomorpha（何れもウラボシ科）で真の二又分枝が観察されている。
薄嚢シダ類の葉の先端にはレンズ型の頂端幹細胞があり、これが細胞を切り出してすべての葉の細胞を作り出す。カンザシワラビ Schizaea dichotoma（フサシダ科）では、葉の葉身部分が二又に分岐する。カンザシワラビの最初の分裂は、頂端細胞の分裂による真の二又分枝である。その後の葉身の分裂では、2つの軸の先端の大きな頂端細胞から1–4細胞程度離れた外側面で新たに細長いレンズ状の頂端細胞が分化し、その細胞の切り出しによっても葉の分裂が起こるため、二又分枝と側方分枝が組み合わさった分裂により葉が形成される。

#### 前裸子植物
前裸子植物はシダ植物段階の維管束植物で、大葉シダ植物と種子植物の間で分岐したグループと考えられている。アネウロフィトン類やアルカエオプテリス類、種子植物を含む単系統群は木質植物と呼ばれ、アネウロフィトン類は最初の木質植物である。
前裸子植物であるアネウロフィトン類は、地上茎が立体的に擬単軸分枝していた。アネウロフィトン類は明瞭な葉と呼べる器官が分化せず、枝と茎の境界が曖昧であった。Triloboxylon などでは、主軸には比較的太い側枝と生殖シュートが螺旋状に着生し、前者にはさらに平面的に数回同等二又分枝を行った栄養シュート（dichotomous pinnule-like appendage）が付いた。この栄養シュートは平面的に分枝を行っていたため、葉のようであるが、葉身はなく、内部構造も枝と本質的には変わらない。この同等二又分枝を行う小型の羽片状付属物は、ラコフィトン Rhacophyton などにも見られる。
アルカエオプテリス類は高さ 20 m を超える木本に成長するが、腋芽をまだ形成していなかった。アルカエオプテリス Archaeopteris の最終裂片は栄養葉と相同であると考えられ、先端がしばしば二又分枝した。

#### 種子植物
真の二又分枝は種子植物では異例である。しかし、単子葉植物の複数種や少数の真正双子葉植物では茎頂の二又分枝が報告されている。また裸子植物でも針葉樹類の実生のシュートや、針葉樹類・ソテツ類の外生菌根で二又分枝が報告されている。
単子葉類ではドームヤシ属 Hyphaene、ニッパヤシ Nypa fruticans、テーブルヤシ属の Chamaedorea cataractarum（何れもヤシ科）、トウツルモドキ Flagellaria indica（トウツルモドキ科）、ゴクラクチョウカ Strelitzia reginae（ゴクラクチョウカ科）で、茎頂の二又分枝の報告がある。トウツルモドキでは根茎から二列互生葉序の地上茎を出すが、地上茎は常に二又分枝を行い、葉腋に腋芽分裂組織は形成されない。茎頂は円錐形で、分裂時にはやや横に拡がり、均等に二分してそれぞれが新たな茎頂となる。
真正双子葉類ではマミラリア属 Mammillaria およびエキノケレウス属 Echinocereus（サボテン科）で茎頂の二又分枝の報告がある。
ミツマタ Edgeworthia chrysantha（ジンチョウゲ科）は、腋生分枝ではなく一つの茎頂が3つに割れる三又状分枝（trichotomous branching, trichotomy）を行う。三又状分枝自体は他の植物の花序でも珍しくはないが、キョウチクトウ（キョウチクトウ科）やアカメガシワ（トウダイグサ科）など他の植物では分枝の基部に葉またはその痕跡が残る。それに対し、ミツマタの三又状分枝では、1つの軸には外側に蓋葉を持つが、2つの軸は葉を欠き、これらの三又状分枝とは区別される。熊沢 (1979) は形態学的な解釈により、ミツマタの三又状分枝は母軸頂端が退化した後、母軸の最後の3枚の葉の脇芽が伸長し、分枝に沿って葉が合着して形成されたと考えた。この解釈は、稀に三又の中心から伸長する軸を生じ、これが母軸が退化した名残であるとの考えに基づいている。一方岩本らは、三又状分枝のうち1本が母軸が延長してできた主軸であり、他の2本は腋芽から伸びた側枝であると考えた。発生学的な観察では、分枝の前に茎の頂端が葉原基形成を停止し、蓋葉と茎頂分裂組織の中心との間の領域が拡大する。同時に、新たな葉原基が未成熟のまま、蓋葉の背側に枝原基が発生する。そのため、枝原基は明確に腋芽であるが、通常の腋芽とは区別される。

## 二又分枝ではない分枝
単軸分枝ながら、対生葉序を持つ種子植物の頂芽が成長せず直近の両側の腋芽が成長してあたかも二又分枝のように見えることがある。このような分枝を偽二又分枝（偽叉状分枝、pseudodichotomy）という。これによって形成された軸は Troll (1935) により二出仮軸（dichasial sympodium）と名付けられ、偽二又分枝は二出仮軸分枝（dichasial sympodial branching）とも呼ばれる。カエデ属 Acer（ムクロジ科）やアオキ属 Aucuba（ガリア科）に知られるほか、ヤドリギ（ビャクダン科）にも見られる。
葉状性苔類が行う配偶体の二又状分枝や、褐藻のヒバマタ属の藻体が行う二又状の分岐も偽二又分枝（pseudodichotomy）として言及される。